# Håndboldligaen 2023/24
Die Håndboldligaen 2023/24 war die 88. Spielzeit der höchsten dänischen Spielklasse im Handball der Männer.

## Modus
In dieser Saison spielten im Grunddurchgang (dänisch Grundspil) 14 Mannschaften im Modus „Jeder gegen jeden“ mit je einem Heim- und Auswärtsspiel.
Abstiegsrunde
Der Tabellenletzte des Grunddurchgangs stieg direkt in die zweite dänische Liga ab. Die Mannschaften auf den Plätzen 9 bis 13 spielten in einer einfachen Runde jeder gegen jeden die weiteren Platzierungen aus, wobei das schlechteste Team anschließend in der Relegation im Modus Best-of-3 gegen den Sieger der Aufstiegsrelegation der zweiten dänischen Liga antreten musste.
Meisterschaftsrunde
Die besten acht Mannschaften des Grunddurchgangs qualifizierten sich für die Meisterrunde, in der zunächst in zwei Vierergruppen (dänisch Slutspil pulje 1+2) erneut jeder gegen jeden antrat. Die beiden besten Mannschaften jeder Gruppe traten im Halbfinale (dänisch Semifinaler pulje 1+2) überkreuz gegeneinander im Modus Best-of-3 an. Die Verlierer der Halbfinals traten im Spiel um Bronze (dänisch Bronzekampe) erneut im Modus Best-of-3 gegeneinander an. Die Sieger der Halbfinals spielten im Finale (dänisch Finalekampe) im Modus Best-of-3 um die dänische Meisterschaft.
Europapokalteilnehmer
Der dänische Meister Aalborg Håndbold sowie Fredericia HK, die ein Upgrade von der Europäischen Handballföderation erhielten, nahmen an der EHF Champions League 2024/25 teil. GOG, Bjerringbro-Silkeborg und Mors-Thy Håndbold nahmen an der EHF European League 2024/25 teil.

## Grunddurchgang
| Pl.                                      | Verein                     | Sp. | S  | U | N  | Tore      | Diff. | Punkte  |
| ---------------------------------------- | -------------------------- | --- | -- | - | -- | --------- | ----- | ------- |
| 1.                                       | Aalborg Håndbold           | 26  | 22 | 2 | 2  | 0839:7100 | +129  | 046:60  |
| 2.                                       | Fredericia HK              | 26  | 18 | 3 | 5  | 0758:7050 | +53   | 039:130 |
| 3.                                       | GOG (M)                    | 26  | 15 | 3 | 8  | 0862:7910 | +71   | 033:190 |
| 4.                                       | Bjerringbro-Silkeborg      | 26  | 14 | 3 | 9  | 0768:7300 | +38   | 031:210 |
| 5.                                       | Mors-Thy Håndbold          | 26  | 12 | 7 | 7  | 0798:7690 | +29   | 031:210 |
| 6.                                       | Skjern Håndbold            | 26  | 11 | 4 | 11 | 0736:7300 | +6    | 026:260 |
| 7.                                       | TMS Ringsted (N)           | 26  | 12 | 2 | 12 | 0751:7860 | −35   | 026:260 |
| 8.                                       | Ribe-Esbjerg HH            | 26  | 12 | 1 | 13 | 0780:7850 | −5    | 025:270 |
| 9.                                       | Skanderborg-Århus Håndbold | 26  | 11 | 2 | 13 | 0680:7120 | −32   | 024:280 |
| 10.                                      | SønderjyskE Håndbold       | 26  | 9  | 4 | 13 | 0740:7540 | −14   | 022:300 |
| 11.                                      | Team Tvis Holstebro        | 26  | 8  | 2 | 16 | 0735:7890 | −54   | 018:340 |
| 12.                                      | KIF Kolding                | 26  | 6  | 4 | 16 | 0744:7740 | −30   | 016:360 |
| 13.                                      | Nordsjælland Håndbold      | 26  | 5  | 4 | 17 | 0729:7860 | −57   | 014:380 |
| 14.                                      | Lemvig-Thyborøn Håndbold   | 26  | 3  | 1 | 22 | 0704:8030 | −99   | 07:450  |
| Quelle: Flashscore, Stand: 30. Juni 2024 |                            |     |    |   |    |           |       |         |

| Legende |                                    |
| (M)     | Dänischer Meister der Vorsaison    |
| (N)     | Aufsteiger aus der der 1. Division |
|         | Dänischer Meister 2023/24          |
|         | Teilnehmer an der Meisterrunde     |
|         | Teilnehmer Abstiegsrunde           |
|         | Abstiegsplatz                      |

## Abstiegsrunde
| Pl.                                      | Verein                     | Sp. | S | U | N | Tore      | Diff. | Punkte |
| ---------------------------------------- | -------------------------- | --- | - | - | - | --------- | ----- | ------ |
| 1.                                       | SønderjyskE Håndbold       | 4   | 3 | 0 | 1 | 0112:1100 | +2    | 06:20  |
| 2.                                       | KIF Kolding                | 4   | 3 | 0 | 1 | 0129:1170 | +12   | 06:20  |
| 3.                                       | Skanderborg-Århus Håndbold | 4   | 1 | 0 | 3 | 0108:1170 | −9    | 02:60  |
| 4.                                       | Nordsjælland Håndbold      | 4   | 2 | 0 | 2 | 0115:1160 | −1    | 04:40  |
| 5.                                       | Team Tvis Holstebro        | 4   | 1 | 0 | 3 | 0118:1220 | −4    | 02:60  |
| Quelle: Flashscore, Stand: 30. Juni 2024 |                            |     |   |   |   |           |       |        |

### Relegation
Gespielt wurde im Modus Best-of-3, wobei die Mannschaft, die zuerst drei Punkte erreichte, an der Håndboldligaen 2024/25 teilnahm. Bei Gleichstand nach drei Spielen entschied ein Siebenmeterwerfen direkt nach dem dritten Spiel.
| Datum          | Team 1              | Ergebnis | Team 2              |
| -------------- | ------------------- | -------- | ------------------- |
| 22. April 2024 | Team Tvis Holstebro | 29:24    | Skive fH            |
| 26. April 2024 | Skive fH            | 28:34    | Team Tvis Holstebro |

## Meisterschaftsrunde

### Gruppe 1
| Pl.                                      | Verein                | Sp. | S | U | N | Tore      | Diff. | Punkte |
| ---------------------------------------- | --------------------- | --- | - | - | - | --------- | ----- | ------ |
| 1.                                       | Aalborg Håndbold      | 6   | 4 | 2 | 0 | 0204:1640 | +40   | 010:20 |
| 2.                                       | Ribe-Esbjerg HH       | 6   | 3 | 1 | 2 | 0186:1960 | −10   | 07:50  |
| 3.                                       | Bjerringbro-Silkeborg | 6   | 1 | 1 | 4 | 0189:1920 | −3    | 03:90  |
| 4.                                       | Mors-Thy Håndbold     | 6   | 2 | 0 | 4 | 0168:1950 | −27   | 04:80  |
| Quelle: Flashscore, Stand: 30. Juni 2024 |                       |     |   |   |   |           |       |        |

### Gruppe 2
| Pl.                                      | Verein          | Sp. | S | U | N | Tore      | Diff. | Punkte |
| ---------------------------------------- | --------------- | --- | - | - | - | --------- | ----- | ------ |
| 1.                                       | Fredericia HK   | 6   | 3 | 0 | 3 | 0175:1650 | +10   | 06:60  |
| 2.                                       | Skjern Håndbold | 6   | 4 | 0 | 2 | 0184:1720 | +12   | 08:40  |
| 3.                                       | GOG             | 6   | 3 | 0 | 3 | 0185:1860 | −1    | 06:60  |
| 4.                                       | TMS Ringsted    | 6   | 2 | 0 | 4 | 0168:1890 | −21   | 04:80  |
| Quelle: Flashscore, Stand: 30. Juni 2024 |                 |     |   |   |   |           |       |        |

### Halbfinale
Gespielt wurde im Modus Best-of-3, wobei die Mannschaft, die zuerst drei Punkte erreicht, in das Finale einzieht. Bei Gleichstand nach drei Spielen entschied ein Siebenmeterwerfen direkt nach dem dritten Spiel.
| Datum        | Team 1           | Ergebnis | Team 2           |
| ------------ | ---------------- | -------- | ---------------- |
| 16. Mai 2024 | Aalborg Håndbold | 29:26    | Skjern Håndbold  |
| 19. Mai 2024 | Skjern Håndbold  | 25:34    | Aalborg Håndbold |
| 16. Mai 2024 | Fredericia HK    | 27:27    | Ribe-Esbjerg HH  |
| 19. Mai 2024 | Ribe-Esbjerg HH  | 23:23    | Fredericia HK    |
| 22. Mai 2024 | Fredericia HK    | 34:25    | Ribe-Esbjerg HH  |

### Spiel um Platz 3
Gespielt wurde im Modus Best-of-3, wobei die Mannschaft, die zuerst drei Punkte erreicht, den dritten Rang erreichte. Bei Gleichstand nach drei Spielen entschied ein Siebenmeterwerfen direkt nach dem dritten Spiel.
| Datum        | Team 1          | Ergebnis | Team 2          |
| ------------ | --------------- | -------- | --------------- |
| 26. Mai 2024 | Skjern Håndbold | 31:35    | Ribe-Esbjerg HH |
| 29. Mai 2024 | Ribe-Esbjerg HH | 25:32    | Skjern Håndbold |
| 1. Juni 2024 | Skjern Håndbold | 39:31    | Ribe-Esbjerg HH |

### Finalspiele
Gespielt wurde im Modus Best-of-3, wobei die Mannschaft, die zuerst drei Punkte erreicht, den dritten Rang erreichte. Bei Gleichstand nach drei Spielen entschied ein Siebenmeterwerfen direkt nach dem dritten Spiel.
| Datum        | Team 1           | Ergebnis | Team 2           |
| ------------ | ---------------- | -------- | ---------------- |
| 26. Mai 2024 | Aalborg Håndbold | 31:26    | Fredericia HK    |
| 29. Mai 2024 | Fredericia HK    | 31:30    | Aalborg Håndbold |
| 1. Juni 2024 | Aalborg Håndbold | 27:26    | Fredericia HK    |

## Meistermannschaft
Für den dänischen Meister Aalborg Håndbold kamen folgende Spieler unter Trainer Stefan Madsen zum Einsatz:
| Position        | Spieler                 | Spiele | Tore |
| --------------- | ----------------------- | ------ | ---- |
| Tor             | Fabian Norsten          | 32     | 0    |
| Tor             | Niklas Landin Jacobsen  | 33     | 6    |
| Linksaußen      | Sebastian Barthold      | 22     | 47   |
| Linksaußen      | Buster Juul             | 32     | 95   |
| Rückraum links  | Lukas Nilsson           | 30     | 117  |
| Rückraum links  | Mikkel Hansen           | 28     | 131  |
| Rückraum links  | Marinus Munk            | 24     | 35   |
| Rückraum Mitte  | Thomas Sommer Arnoldsen | 22     | 113  |
| Rückraum Mitte  | Henrik Møllgaard        | 37     | 20   |
| Rückraum rechts | Mads Hoxer Hangaard     | 34     | 154  |
| Rückraum rechts | Martin Larsen           | 30     | 32   |
| Rückraum rechts | Jack Thurin             | 29     | 42   |
| Rechtsaußen     | Patrick Wiesmach        | 27     | 49   |
| Rechtsaußen     | Kristian Bjørnsen       | 28     | 73   |
| Kreisläufer     | Simon Hald Jensen       | 32     | 96   |
| Kreisläufer     | René Antonsen           | 31     | 63   |
| Kreisläufer     | Jesper Nielsen          | 18     | 19   |
| Kreisläufer     | Benjamin Jakobsen       | 7      | 1    |
| Kreisläufer     | Marcus Kløve            | 5      | 1    |

## Beste Torschützen
| Rang                                          | Spieler                  | Mannschaft                 | Tore (davon 7 m) | Spiele |
| --------------------------------------------- | ------------------------ | -------------------------- | ---------------- | ------ |
| 1                                             | Emil Wernsdorf Madsen    | GOG                        | 231 (39)         | 31     |
| 2                                             | Nicolaj Jørgensen        | SønderjyskE Håndbold       | 227 (61)         | 30     |
| 3                                             | Tobias Nielsen           | TMS Ringsted               | 204 (24)         | 31     |
| 4                                             | Jeppe Gade Nielsen       | Lemvig-Thyborøn Håndbold   | 200 (55)         | 26     |
| 5                                             | Noah Gaudin              | Skjern Håndbold            | 186 (0)0         | 37     |
| 6                                             | Anders Kragh Martinussen | Fredericia HK              | 181 (0)0         | 38     |
| 7                                             | William Aar              | Ribe-Esbjerg HH            | 180 (0)0         | 37     |
| 8                                             | Morten Hempel Jensen     | Skanderborg-Århus Håndbold | 166 (51)         | 30     |
| 9                                             | Mathias Jørgensen        | Ribe-Esbjerg HH            | 165 (61)         | 38     |
| 10                                            | Aaron Mensing            | GOG                        | 158 (1)0         | 32     |
| Quelle: tophaandbold.dk, Stand: 30. Juni 2024 |                          |                            |                  |        |

## Beste Torhüter
| Rang                                          | Spieler                | Mannschaft                 | Paraden (davon 7 m) | Quote in % | Spiele |
| --------------------------------------------- | ---------------------- | -------------------------- | ------------------- | ---------- | ------ |
| 1                                             | Niklas Landin Jacobsen | Aalborg Håndbold           | 287 (11)            | 36,9       | 33     |
| 2                                             | Sebastian Frandsen     | Bjerringbro-Silkeborg      | 357 (11)            | 33,2       | 38     |
| 3                                             | Christoffer Bonde      | Skjern Håndbold            | 448 (9)0            | 32,9       | 37     |
| 4                                             | Magnus Brandbyge       | KIF Kolding                | 240 (8)0            | 32,0       | 28     |
| 5                                             | Rasmus Henriksen       | Mors-Thy Håndbold          | 204 (4)0            | 31,9       | 27     |
| 6                                             | Sander Heieren         | Team Tvis Holstebro        | 293 (11)            | 31,6       | 30     |
| 7                                             | Mikkel Løvkvist        | Bjerringbro-Silkeborg      | 331 (16)            | 31,5       | 32     |
| 8                                             | Salah Boutaf           | Skanderborg-Århus Håndbold | 249 (11)            | 30,9       | 30     |
| 9                                             | Thorsten Fries         | Fredericia HK              | 104 (12)            | 30,8       | 29     |
| 10                                            | Anton Hellberg         | KIF Kolding                | 086 (8)0            | 30,2       | 18     |
| Quelle: tophaandbold.dk, Stand: 30. Juni 2024 |                        |                            |                     |            |        |